# Evandro Garla
Evandro Garla Pereira da Silva (São Bernardo do Campo, 9 de maio de 1978) é um radialista e político brasileiro, filiado ao Republicanos e atual secretário de Justiça e Direitos Humanos do Pará. Integrou a Câmara Legislativa do Distrito Federal de 2011 a 2015, durante a sexta legislatura.

## Biografia
Garla graduou-se em gestão pública pela Universidade Católica de Brasília.
Em janeiro de 2010, Garla passou a trabalhar como secretário parlamentar no gabinete do deputado federal paulista Vinicius Carvalho.
Em abril de 2015, Garla foi designado pelo ministro George Hilton para o cargo de secretário Nacional de Esporte, Educação, Lazer e Inclusão Social.
Na eleição de 2010, Garla foi eleito para seu primeiro mandato na Câmara Legislativa, com 15.867 votos.
Garla não concorreu à reeleição em 2014, sendo incumbido, como secretário-geral da executiva do PRB, pelos esforços para a ampliação da bancada do partido na Câmara dos Deputados durante aquelas eleições.
Em 1 de fevereiro de 2023, foi nomeado para o cargo de secretário estadual de Justiça e Direitos Humanos do Pará pelo governador Helder Barbalho.